# Lin Lerpold
Lin Sun Lerpold, född den 28 mars 1964 i Sydkorea, är en norsk docent i ekonomi verksam vid Handelshögskolan i Stockholm.

## Biografi
Lerpold föddes 1964 i Sydkorea och adopterades som barn av norska föräldrar. Hon har studerat och bott i Belgien, Frankrike, Italien, Norge och USA, samt arbetat och bott i Nigeria och Vietnam. Hon har då arbetat 10 år inom oljeindustrin. Lerpold doktorerade i ekonomi vid Handelshögskolan i Stockholm och har genomfört fältstudier i Indien, Indonesien, Kina och Sydafrika. Lerpold disputerade 2003.
Lerpold är docent vid Handelshögskolan i Stockholm samt chef för SIR Center for Sustainability Research (CSR) vid samma högskola. Hon är även verksam i högskolans forskningsgrupp för hållbar utveckling. Sedan 2019 är Lerpold vice ordförande i Andra AP-fondens styrelse. Lerpold är även en del av Sustainable Finance Lab vid Kungliga Tekniska högskolan.
Lerpold medverkar återkommande i media i frågor om bland annat företags hållbarhetsarbete.